# Terza convenzione di Ginevra
La terza convenzione di Ginevra protegge i combattenti legittimi che, nel corso di un conflitto armato internazionale, vengano fatti prigionieri dal nemico. Fu sottoscritta a Ginevra nel 1949.

## Storia
È stata preceduta dalle convenzioni dell'Aia del 1899 e del 1907, che si concentrano sullo svolgimento dei combattimenti.
Il trattamento umanitario fu poi previsto dalla convenzione di Ginevra del 1929, che era nata come frutto di un negoziato fra Stati che cercavano di tenere conto di due esigenze diverse:
- sicurezza dello Stato che detiene il prigioniero;
- fedeltà al proprio paese del prigioniero.

Da allora, si può dire che sono disciplinati normativamente casi e condizioni per i quali uccidere un combattente nemico in combattimento è un atto legittimo di guerra. Dopo le violazioni registrate nel corso della seconda guerra mondiale, la comunità internazionale convenne a Ginevra per rendere più cogente questa disciplina.

## Combattenti legittimi
Secondo la Terza convenzione di Ginevra (prigionieri di guerra), l'uccisione che ha luogo in un conflitto armato interstatale non costituisce crimine solo se: 
- l’ucciso è un combattente legittimo (cioè un membro delle forze armate regolari o formazioni equivalenti autorizzate);
- l’uccisione avviene durante le ostilità (cioè mentre il combattente nemico è ancora attivamente coinvolto nel conflitto);
- l’attacco è conforme ai principi del diritto internazionale umanitario, e cioè: distinzione, per cui colpisce un obiettivo militare, non civile; proporzionalità, per cui il danno collaterale ai civili non è eccessivo rispetto al vantaggio militare; necessità militare, per cui l’azione è necessaria per ottenere un obiettivo militare legittimo; umanità, per cui sono vietati mezzi e metodi di guerra che causino sofferenze inutili.

Pertanto l'uccisione di un nemico non è più lecita (e può costituire crimine di guerra) in casi come: uccisione di un nemico hors de combat, cioè se ferito e non più in grado di combattere, o se si è arreso o se è prigioniero; esecuzioni sommarie; torture o trattamenti inumani; attacchi indiscriminati contro obiettivi civili.
Il prigioniero di guerra, infatti, non essendo cittadino della potenza detentrice, non è legato ad essa da alcun dovere di fedeltà, ma anzi come soldato è spesso vincolato al dovere di cercare di combattere per il proprio paese: pertanto, ad esempio, se il prigioniero tenta la fuga e non riesce a raggiungere le proprie linee, potrà essere punito solo disciplinarmente e non penalmente (se però nel tentare la fuga uccide o ferisce qualcuno o compie altri reati allora potrà essere perseguito penalmente in base alle leggi del paese dove è trattenuto).
I prigionieri possono essere internati in campi. Ai soldati semplici può essere assegnato lavoro manuale, ai sottufficiali lavoro di supervisione. Non è permesso assegnare lavoro agli ufficiali, a meno che loro stessi lo richiedano. I prigionieri non possono essere obbligati a lavori di carattere militare.
Ai delegati del Comitato internazionale della Croce Rossa è concessa la visita ai prigionieri senza testimoni.